# Taking One for the Team
Albums de Simple Plan
Get Your Heart On - The Second Coming!
(2013)
Singles
1. I Don't Wanna Go to Bed
Sortie : 16 octobre 2015
2. Singing in the Rain
Sortie : 25 mars 2016
3. Perfectly Perfect
Sortie : 26 septembre 2016

Taking One for the Team est le 5e album studio du groupe canadien Simple Plan.

## Liste des chansons
1. Opinion Overload
2. Boom!
3. Kiss Me Like Nobody's Watching
4. Farewell (Feat. Jordan Pundik (en))
5. Singing In The Rain (Feat. R.City)
6. Everything Sucks
7. I Refuse
8. I Don't Wanna Go to Bed (Feat. Nelly)
9. Nostalgic
10. Perfectly Perfect
11. I Don't Wanna Be Sad
12. P.S. I Hate You
13. Problem Child
14. I Dream About You (Feat. Juliet Simms)

## Certification
| pays   | association | certification | ventes/équivalence |
| ------ | ----------- | ------------- | ------------------ |
| Russie | NFPF        | or            | 10 000             |